# Euptoieta perdistincta
Euptoieta perdistincta är en fjärilsart som beskrevs av Hall 1930. Euptoieta perdistincta ingår i släktet Euptoieta och familjen praktfjärilar. Inga underarter finns listade i Catalogue of Life.